# Вивиль
Виви́ль (фр. Viville) — коммуна во Франции, находится в регионе Пуату — Шаранта. Департамент — Шаранта. Входит в состав кантона Шатонёф-сюр-Шарант. Округ коммуны — Коньяк.
Код INSEE коммуны — 16417.

## География
Коммуна расположена приблизительно в 420 км к юго-западу от Парижа, в 125 км южнее Пуатье, в 26 км к юго-западу от Ангулема.
На юге коммуны протекает река Не, приток Шаранты, образуя много островов.

## Население
Население коммуны на 2008 год составляло 134 человека.
| 1962 | 1968 | 1975 | 1982 | 1990 | 1999 | 2008 |
| ---- | ---- | ---- | ---- | ---- | ---- | ---- |
| 127  | 122  | 125  | 140  | 139  | 143  | 134  |

## Администрация
| Период | Период | Фамилия         | Партия | Примечания         |
| ------ | ------ | --------------- | ------ | ------------------ |
| 2001   | 2008   | Женевьева Бабин |        |                    |
| 2008   | 2014   | Мишель Лалан    |        | банковский аудитор |

## Экономика
В 2007 году среди 80 человек в трудоспособном возрасте (15—64 лет) 64 были экономически активными, 16 — неактивными (показатель активности — 80,0 %, в 1999 году было 63,2 %). Из 64 активных работали 59 человек (32 мужчины и 27 женщин), безработных было 5 (2 мужчины и 3 женщины). Среди 16 неактивных 3 человека были учениками или студентами, 3 — пенсионерами, 10 были неактивными по другим причинам.

## Фотогалерея

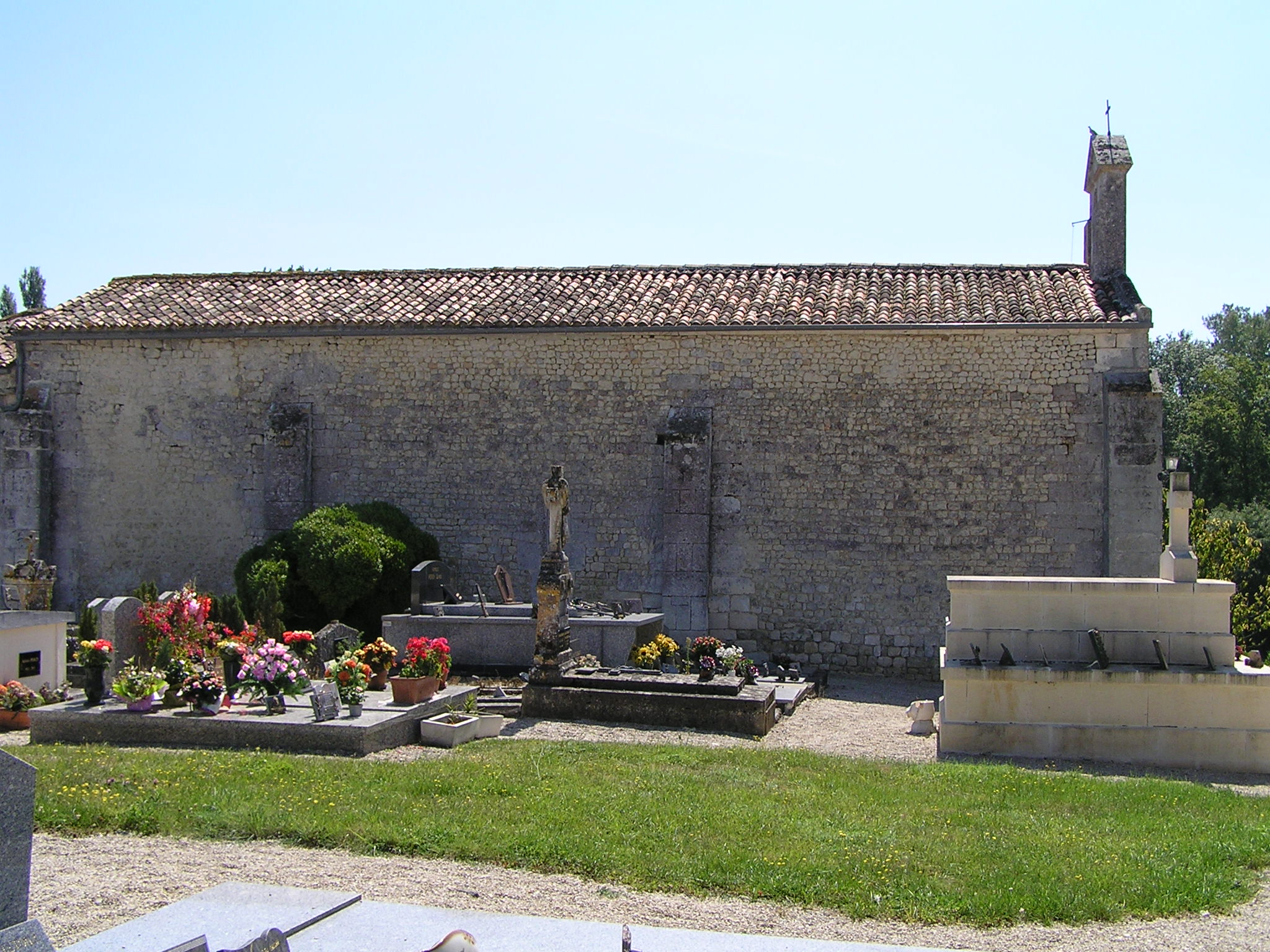
Церковь Св. Иоанна Крестителя
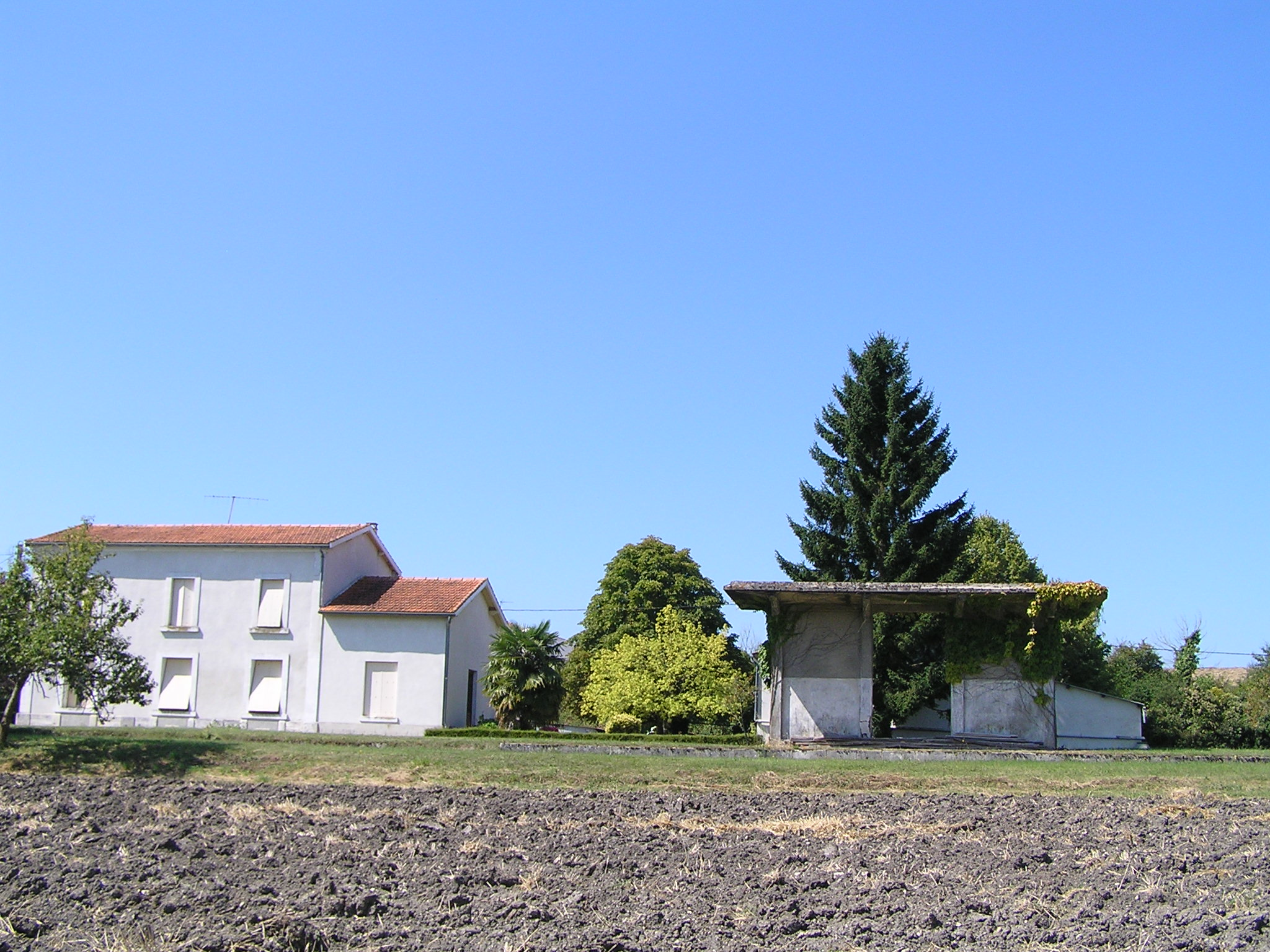
Старый вокзал
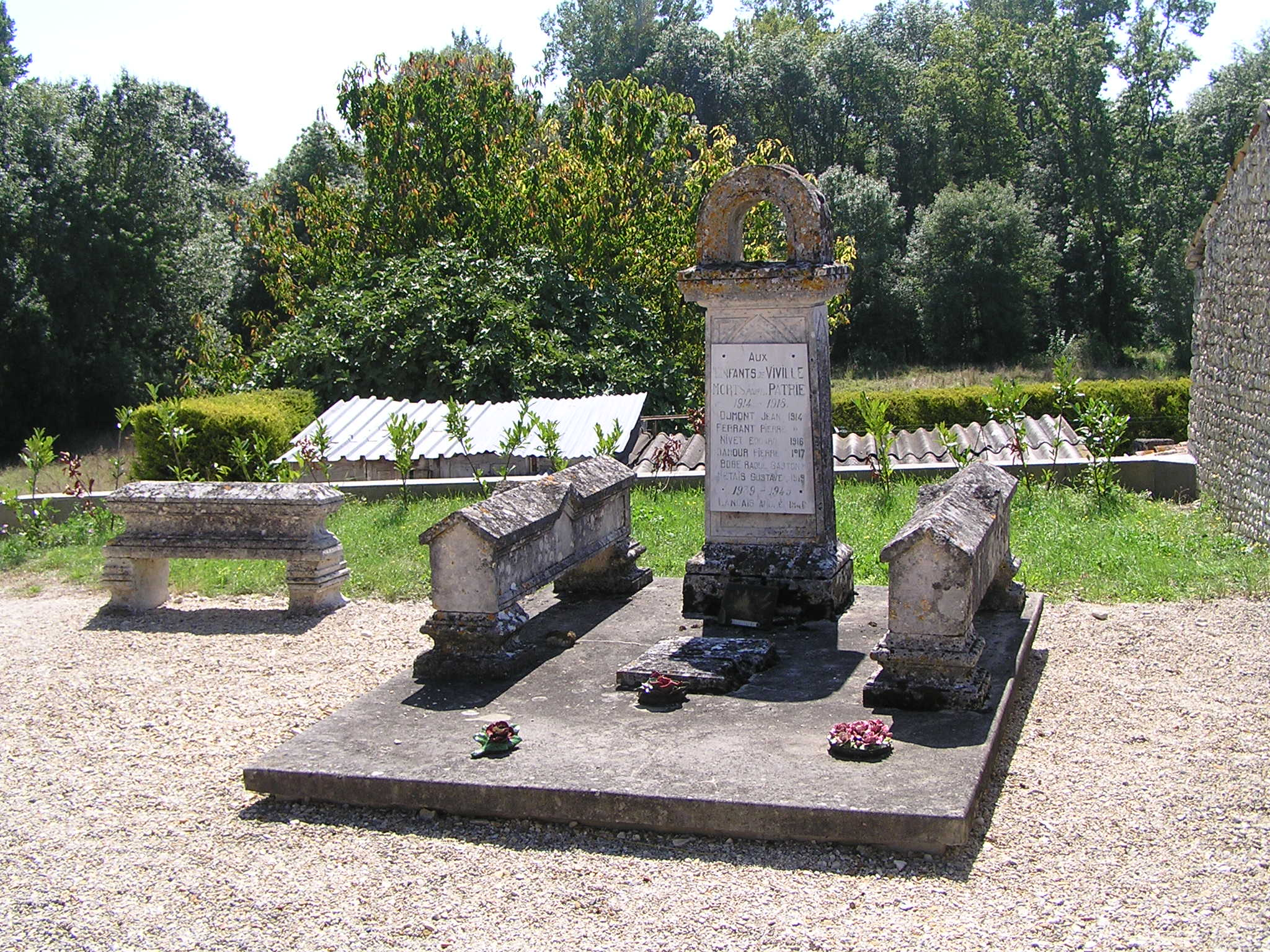
Военный мемориал